# 博任娜·斯尔恩佐娃
博任娜·斯尔恩佐娃（捷克語：Božena Srncová，1925年6月11日—1997年11月30日），捷克女子竞技体操运动员。她曾代表捷克斯洛伐克参加1948年和1952年夏季奥林匹克运动会体操比赛，获得一枚金牌和一枚铜牌。